# Бејхан-султанија (ћерка Селима I)
Бејхан (тур. Beyhan Sultan; 1497, Трабзон — 1556, Истанбул) била је султанија Османског царства и ћерка султана Селима I и његове супруге Ајше Хатун II.

## Биографија
Тврди се да је Бејхан била кћи Ајше Хатун II. У 1513. години она се удала за свог мужа Ферхат-пашу, трећег везира Османског царства за време Пири-паше, а затим је постао намесник Смедерева. У том браку је родила сина, Султанзаде Орхан-бега и ћерку, чије име није познато. Након првих оптужби да Ферхат-паша злоупотребљава своју функцију и иживљава се над становништвом, султанија Бејхан је молила маћиху да јој помогне да убеди њеног полубрата да су то неистине и да не науди Ферхат-паши. Како је Ферхат-паша поновио исте преступе, бива погубљен 1. новембра 1524. године по наредби Султана Сулејмана.
Султанија Бејхан је, сазнавши за смрт свог супруга, направила скандал у харему. Није могла да опрости свом брату погубљење њеног мужа. Речено је да је Бејхан примљена код брата да јој лично саопшти смрт супруга. Чувши за то, Бејхан је прекинула однос са братом. Остало је упамћена да је брату рекла Надам се да ћу ускоро опет бити у жалости, али овај пут за братом. Напустила је Истанбул и прешла је да живи у Скопље до краја свог живота. Постоје подаци о њеном другом браку са Мехмед-пашом из 1526. године. У јесен 1525. године, Бејхан је одбила да се поново уда, али под присилом султанове воље, удаје се наредне године за неког Мехмед-пашу, намесника Скопља. Са њим је имала ћерку Исмихан-султанију.

## Смрт
Султанија Бејхан је остатак живота провела у својој палати у Скопљу где је и умрла 1556. године. Њене две кћери су још биле живе 1559. године. Џамија Бејхан султаније  у Скопљу, која постоји и данас, је изграђена 1557. године.